# Bierbeek
Bierbeek és un municipi belga de la província de Brabant Flamenc a la regió de Flandes. Està compost per les seccions de Bierbeek, Korbeek-Lo, Lovenjoel i Opvelp.

## Política

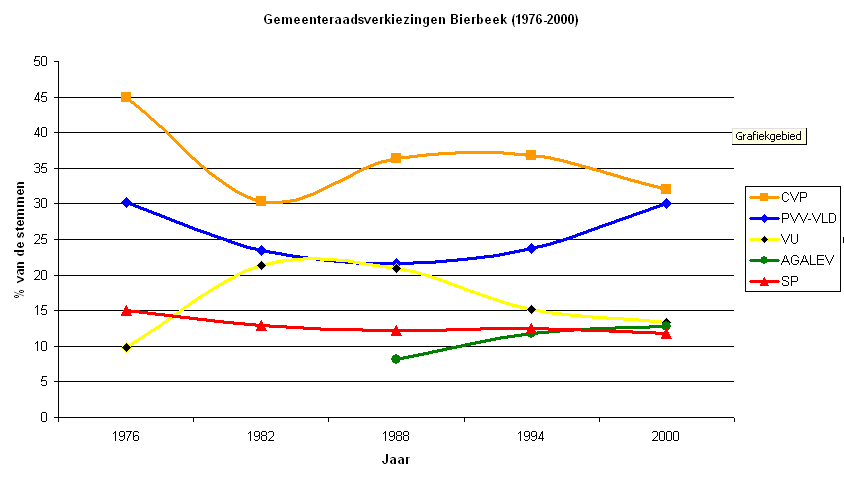
Composició de l'ajuntament 1976-2000

## Agermanaments
- Oña (Equador)